# Edward Everett Horton
Edward Everett Horton (Brooklyn, 18 de março de 1886 – Encino, 29 de setembro de 1970) foi um ator estado-unidense, com uma longa carreira no cinema, teatro, rádio, televisão e trabalho de dublagem para desenhos animados.

## Biografia
Horton era filho de mãe cubana e pai escocês. Estudou em um colégio em Maryland e fez faculdade na Columbia University.
Iniciou sua carreira em 1906, cantando e dançando em teatro Vaudeville e na Broadway. Em 1922 estreou no cinema mudo. Ao contrário de muitos colegas do cinema mudo, Horton não teve dificuldades em se adaptar ao cinema falado.
A partir da década de 1950, Edward fez, principalmente, participações em programas de TV e rádio e como dublador.
Horton morreu em casa aos 84 anos de câncer.

## Filmografia
- Cold Turkey (1971)
- 2000 Years Later (1969)
- The Perils of Pauline (1967)
- It's a Mad Mad Mad Mad World (1963)
- One Got Fat (1963)
- Pocketful of Miracles (1961)
- The Story of Mankind (1957)
- Saturday Spectacular: Manhattan Tower (1956) (TV)
- Max Liebman Presents: The Merry Widow (1955) (TV)
- Her Husband's Affairs (1947)
- Down to Earth (1947)
- The Ghost Goes Wild (1947)
- Earl Carroll Sketchbook (1946)
- Faithful in My Fashion (1946)
- Cinderella Jones (1946)
- Lady on a Train (1945)
- Steppin' in Society (1945)
- The Town Went Wild (1944)
- Brazil (1944)
- San Diego I Love You (1944)
- Arsenic and Old Lace (1944)
- Summer Storm (1944)
- Her Primitive Man (1944)
- The Gang's All Here (1943)
- Thank Your Lucky Stars (1943)
- Forever and a Day (1943)
- Springtime in the Rockies (1942)
- I Married an Angel (1942)
- The Magnificent Dope (1942)
- The Body Disappears (1941)
- Weekend for Three (1941)
- Here Comes Mr. Jordan (1941)
- Bachelor Daddy (1941)
- Sunny (1941)
- Ziegfeld Girl (1941)
- You're the One (1941)
- That's Right - You're Wrong (1939)
- Paris Honeymoon (1939)
- The Gang's All Here (1939)
- Little Tough Guys in Society (1938)
- Holiday (1938)
- College Swing (1938)
- Bluebeard's Eighth Wife (1938)
- Hitting a New High (1937)
- Angel (1937)
- The Great Garrick (1937)
- The Perfect Specimen (1937)
- Danger-Love at Work (1937)
- Wild Money (1937)
- Shall We Dance (1937)
- Oh, Doctor (1937)
- The King and the Chorus Girl (1937)
- Lost Horizon (1937)
- Let's Make a Million (1936)
- Man in the Mirror (1936)
- Hearts Divided (1936)
- Nobody's Fool (1936)
- The Singing Kid(1936)
- Her Master's Voice (1936)
- Your Uncle Dudley (1935)
- His Night Out (1935)
- The Private Secretary (1935)
- Little Big Shot (1935)
- Top Hat (1935)
- Going Highbrow (1935)
- In Caliente (1935)
- Ten Dollar Raise (1935)
- The Devil Is a Woman (1935)
- The Night Is Young (1935)
- Biography of a Bachelor Girl (1935)
- All the King's Horses (1935)
- The Gay Divorcee (1934)
- The Merry Widow (1934)
- Ladies Should Listen (1934)
- Kiss and Make-Up (1934)
- Soldiers of the King (1934)
- Smarty (1934)
- Sing and Like It (1934)
- Uncertain Lady (1934)
- Success at Any Price (1934)
- The Poor Rich (1934)
- Easy to Love (1934)
- Design for Living (1933)
- Alice in Wonderland (1933)
- The Way to Love (1933)
- Professional Sweetheart (1933)
- A Bedtime Story (1933)
- It's a Boy (1933)
- Trouble in Paradise (1932)
- Roar of the Dragon (1932)
- But the Flesh Is Weak (1932)
- The Great Junction Hotel (1931)
- The Age for Love (1931)
- Smart Woman (1931)
- Six Cylinder Love (1931)
- The Front Page (1931)
- Lonely Wives (1931)
- Reaching for the Moon (1930)
- Kiss Me Again (1930)
- Once a Gentleman (1930)
- Holiday (1930)
- Wide Open (1930)
- Take the Heir (1930)
- The Aviator (1929) (1929)
- Good Medicine (1929)
- The Sap (1929)
- Prince Gabby (1929)
- The Hottentot (1929)
- Trusting Wives (1929)
- The Right Bed (1929)
- Sonny Boy (1929/I)
- Ask Dad (1929)
- The Eligible Mr. Bangs (1929)
- Call Again (1928)
- Vacation Waves (1928)
- The Terror (1928)
- Lights of New York (1928)
- Scrambled Weddings (1928)
- Horse Shy (1928)
- Miss Information (1928)
- Behind the Counter (1928)
- Dad's Choice (1928)
- Find the King (1927)
- No Publicity (1927)
- Taxi! Taxi! (1927)
- The Whole Town's Talking (1926)
- Poker Faces (1926)
- The Nutcracker (1926)
- La boheme (1926)
- The Business of Love (1925)
- Marry Me (1925)
- Beggar on Horseback (1925)
- Helen's Babies (1924)
- The Man Who Fights Alone (1924)
- Try and Get It (1924)
- Flapper Wives (1924)
- To the Ladies (1923)
- The Vow of Vengeance (1923)
- Ruggles of Red Gap (1923)
- A Front Page Story (1922)
- The Ladder Jinx (1922)
- Too Much Business (1922)